# 常時接続
常時接続（じょうじせつぞく）とは、コンピュータがネットワーク（特にインターネット）に常時アクセス可能な状態にあることを言う。この項では、特にインターネットの接続回線について記述する。

## 狭義の常時接続
ISPや回線事業者等のコア・バックボーン回線への接続に際し、発呼や認証などの手順を必要としない接続方法を言う。
商用の公開サーバのインターネットコネクティビティや、ISP同士のトランジット回線、インターネット回線リセーラ（二次プロバイダ）へのホールセール等を目的として使用される。一般的には、アクセス回線として通信事業者が提供する専用線やエコノミー回線等の通信品質が保証された法人向け通信サービスを使用して接続される。ユーザー側接続端のIPv4/IPv6アドレスは一般にグローバルIPアドレス、グローバルユニキャストアドレスが割り当てられ、かつ固定（不変）である。
接続先のISPネットワーク内の通信品質も保証されている。営業事業用の回線に使われるため、不可抗力によるメンテナンス時を除き、通信が途絶した場合には補償規定を契約条項に盛り込むのが一般的である。

## 広義の常時接続
主に個人や小企業ユーザー向けのインターネットへの回線利用料金制度として、定額制を採用するもの。アクセス回線としてフレッツISDN、CATV、ADSL、FTTHなどの公衆回線を使用し、ISPのネットワークに接続する。回線接続に発呼や認証を必要とする手順（PPPoE、PPP、ダイヤルアップ、DHCP）を使用しなければならないことから、実際は常時の接続性が担保されているわけではない。
なお、個人向けIPv6サービスにおいてもフレッツのインターネット (IPv6 IPoE) 接続や、その他事業者のネイティブ方式においては、DHCPv6によりIPv6アドレス割当を行う。両者ともIPv4/IPv6アドレスはNAT運用/半固定運用であり、契約上も常時接続性が24時間年中無休で担保されている訳ではないと言う点で異なる。

## 経緯
初期のコンシューマ向けインターネット接続は、加入電話やISDNを使用したダイヤルアップ接続であり、回線利用料金制度として従量制（ISPの接続料金や回線事業者等のアクセス回線の利用料が、利用時間に応じて課金される）が採用されていたため、ダイヤルアップ接続に比べ高速なインターネット接続が使い放題となる前述の専用線型の接続方式は、ヘビーユーザーにとって非常に魅力的であった。このことから、常時接続という言葉は、インターネットの普及初期においてマーケティング上、一種のブランディングとして使用されることが多かった。
2000年に登場したフレッツ・ISDN以降、インターネット接続に使われる回線（CATV、ADSL、FTTH、FWAなどを含む固定回線）においては、回線利用料金制度として定額制を採用するものが殆どであるが、ユーザは接続時間によらず料金が変わらないことから、回線の切断手順をとらず、接続状態を常時継続することが可能となった。回線の切断が発生しなければ、従来常時接続と呼んできた専用線型のインターネット接続サービスと使い勝手としては同等のものとなる。従量制のインターネット接続サービスと対比したブランド戦略として、「常時接続」という用語が通信事業者のマーケティングに使用されたことから、定額制を採用するインターネット接続サービスを表す言葉として定着した。

## その他
モバイルデータ通信定額制（パケット定額制）などは、常時接続とは呼ばれる事はあまりない。これは無線区間でのリアルタイムな接続性が担保されないことや、電源等の確保の問題から端末が通信状態にない時間の方が長くなりがちであり（ただしテレマティクス等では運転時は固定利用と同レベルの環境にある）、通信事業者のマーケティング上使用されてこなかったことに起因するものと考えられる。